# ハミルトン・ディストン
ハミルトン・ディストン（英: Hamilton Disston、1844年8月23日 - 1896年4月30日）は、アメリカ合衆国ペンシルベニア州出身の工業資本家、不動産開発業者であり、1881年にフロリダ州で購入した400万エーカー (16,000 km²) の土地は、コネチカット州1州よりも広く、世界史の中で個人が購入した土地として最大とされている。ディストンは、ペンシルベニア州を基盤とする工業資本家ヘンリー・ディストンの息子であり、その父はディストン・アンド・サンズ鋸製作所を設立し、ハミルトンがそれを運営して世界でも最大級の工業用鋸メーカーにした。
ハミルトン・ディストンがフロリダのインフラに投資したことで、フロリダ州全体の成長に拍車をかけた。エバーグレーズの水を抜くために関連する動きにより、州では初の土地ブームが起こり、地域中に多くの町や都市が設立された。ディストンが土地を買い、投資したことは、直接キシミー、セントクラウド、ガルフポート、ターポンスプリングスの各市を創設あるいは育てることになり、また間接的にセントピーターズバーグの急速な成長を支援することになった。さらに、キシミー地域近くでは、米やサトウキビの栽培を監督して成功させた。
ディストンが設計した運河はフロリダ州における水上交通や蒸気船による輸送を可能にしたが、キシミー川の氾濫原から水を抜くこと、あるいはオキーチョビー湖とエバーグレーズの地表水を減らすことには成功しなかった。その投資分の多くを、当初掛けた費用よりも小さな額で売却することを強いられた。しかし、ディストンの土地購入がフロリダの経済を浮揚させ、鉄道界の大立者であるヘンリー・モリソン・フラグラーをして、フロリダの東海岸に鉄道を建設させることを可能にした。またヘンリー・ブラドリー・プラントには西海岸まで鉄道を伸ばさせ、フロリダ州の観光業や柑橘類産業を直接支配させることになった。ディストンはフィラデルフィア地域で共和党の政治と慈善事業に活動的であり、直接の影響を残したが、その遺産はフロリダの排水と開発に関わるものが多い。

## 初期の経歴と事業
ハミルトン・ディストンはフィラデルフィアで生まれた。父はヘンリー・ディストン、母はメアリー・スティールマンであり、その9人の子供達の中で長男だった。父はイングランドからの移民であり、フランス貴族の子孫でもあった。ディストンの父は成功した工業資本家であり、アメリカ合衆国に到着した直後は孤児であったものが、ハミルトンが子供のときにキーストーン鋸製作所を操業するほどになっていた。父は多くの機械類や鋸の特許を持っており、ヴィクトリア時代のパターナリズム（家父長主義）の精神があり、フィラデルフィア市のタコニー地区で自分の鉄鋼工場の周りに地域社会の構想を描き作り上げた。ハミルトンは公立学校に通った後、15歳のときに鋸工場での徒弟奉公を選んだ。このときの工場は国際的な事業となって、年間50万ドルを売り上げていた。ハミルトンは消防団での活動のために度々工場を抜けたため、父はハミルトンをクビにすると脅した。また、ハミルトンは2度北軍に入隊したが、父が金でその除隊を贖っただけだった。ハミルトンはゲティスバーグ方面作戦のときに鋸工場労働者の1個中隊を組織した。父のヘンリーは最後に「ディストン志願兵中隊」を財政的に支えることに合意した。
南北戦争後、ハミルトンは父の工場の取締役として働くために復帰した。1878年、父が死に、ハミルトンとその兄弟ホレス、ウィリアム、ジェイコブが会社を承継し、社名をヘンリー・ディストン・アンド・サンズと変更した。ハミルトンは、2,000人の従業員が働く会社の経営者となり、年間140万個のユミ鋸と、300万個の鑢を生産するまでに拡大した。父の死後僅か1か月後には、ラザフォード・ヘイズ大統領に工場見学を案内し、まだ形を成さない鋼片が僅か42分間で長さ26インチ (660 mm) のハンドソーに加工される様を見せ、工場見学の終わりには大統領の名前を彫ったハンドソーを贈呈した。
この鋸製造事業は成長を続ける一方で、ディストンは多角化を始め、化学会社、中国の鉄道、ニュージャージー州アトランティックシティの不動産、アメリカ合衆国西部の鉱業に出資した。

## ディストン土地買収
1840年代と1850年代、まだ人があまり住んでいなかったフロリダ州は、大半が湿地である約1,500万エーカー (61,000 km2) の土地を所有するようになった。そこは連邦政府から州に払い下げられたものであり、運河と堤防を建設することで水面下にある土地を開拓することを目指していた。フロリダ州では、鉄道というインフラを建設し、湿地を開拓する目的で統合された助成金が、フロリダ州内国改良基金と呼ばれる信託に与えられていた。この信託基金はフロリダ州知事と州の役人4人によって管理されていた。基金は鉄道会社に土地を出して、その土地を担保に鉄道会社に債券を発行させ、それを保証した。南北戦争とその後のレコンストラクションによって、鉄道会社は費用が高くついたために債務の履行ができず、基金は債務超過となって急速に負債を増やし、最終的にアメリカ合衆国裁判所が管財人になることとなった。州知事ジョージ・フランクリン・ドルーが就任した1877年までに、基金は100万ドルの負債を抱えていた。州憲法はそれを支払うための債券発行を禁じていた。投資家は鉄道が建設されず、発展が止まったままのフロリダ州に興味を示さなかった。
1877年、外交官ヘンリー・シェルトン・サンフォードが、スポーツフィッシングが好きなディストンを、フロリダ州の釣りの旅行に誘った。その旅の間に、ディストンはフロリダのオキーチョビー湖から排水するために運河を使うことで、広大な土地が農業用に開拓できる可能性を認識した。
フロリダ州内国改良基金とその土地への担保権執行は1880年に連邦裁判所に申請された。サンフォードやアレクサンダー・セントクレア＝アブラムズなど様々な可能性のある投資家の間で、負債を帳消しにする交渉が行われたが、成果は得られなかった。一方、ディストンと5人の仲間が1881年1月にフロリダ州内国改良基金と土地開拓契約を結んだ。この契約で、ディストンとその仲間が、オキーチョビー湖、キシミー川、カルーサハッチー川、マイアミ川の周辺で、アトランティック・アンド・ガルフコースト・キャナル・アンド・オキーチョビー土地会社が開拓した土地の半分を譲渡されることになっていた。アメリカ合衆国下院議員でディストン家の友人であるウィリアム・D・"ピッグアイアン"・ケリーが、ディストンの最初の契約について、「彼は幅広い予備調査を始め、それから満足いく報告を得た。提案された全分野を調査し、ナポレオンの本能と洞察力を持って、王国よりも広い土地の開拓によって母国の福祉を促進する機会を見ていた」と述べていた。
ディストンはその干拓契約で1,200万エーカー (49,000 km²) までの土地を得られることになっていたが、それには数多い不法占拠者を追い出す必要があった。フロリダ州の1842年武装占有法は、土地のセミノール族インディアンを追い出すために不法占拠者にも土地の使用を認めていたが、ディストンの契約では、ディストンが水面下にあることを示せた土地から不法占拠者を追い出せることになっていた。しかし、干拓契約はフロリダ州内国改良基金が負っている大量の負債に影響しなかったので危険な状態だった。裁判所はその負債に関連して契約を頓挫させるという脅しを掛けてきたので、ウィリアム・D・ブロクサム州知事がフィラデルフィアのディストンの元を訪れ、負債を救済してくれるよう説得を行った。この訪問の間に、ディストンは暫定的にフロリダ州内国改良基金の土地400万エーカー (16,000 km²) を1エーカー当たり25セントで買うことに合意し、本契約は1881年6月1日に結ばれた。ディストンはその契約に6月1日に署名し、「ニューヨーク・タイムズ」はその取引について、「単一の個人がなした世界最大の土地買収とされるもの」と表現した。それによって、ディストンはアメリカ合衆国最大の土地所有者になった。1881年12月17日、ディストンはその土地の中の200万エーカー (8,000 km²) を、イギリスの庶民院議員エドワード・ジェームス・リード卿に、60万ドルで売却した。

## 宣伝と政治
フロリダ州では土地をあまりに安く売ってしまうことを認めない者もいたが、肯定的な効果もあった。ディストンが土地を購入してから4年間で、過去20年間の4倍の鉄道が敷かれた。土地の販売量は6倍となり、州の課税資産は価値が2倍になった。1884年の冬だけで、15万人の観光客がフロリダ州を訪れた。
ディストンは人々をフロリダに惹きつけるために、アメリカはもちろん、イングランド、スコットランド、ドイツ、イタリア、スウェーデン、デンマークにも不動産事務所を開いた。州全体の3分の2を所有する人物として自分を宣伝した。これらの動きによって、人々をオーランド地域に引き寄せた。ディストンが販売した土地の中からサラソータやネイプルズといったフロリダ州の主要都市が成長した。フォートマイヤーズはカルーサハッチー川浚渫工事の基地となり、その人口が急増した。ディストンの本社はトホペカリガ湖の岸にあり、キシミー市となった。
ディストンは1876年から既に地方の問題について政治の世界に入っていた。ディストンの他に、ジェイムズ・マクメインズ、ウィリアム・リーズ、デイビッド・レインというフィラデルフィアの3人の実業家を含めて「ビッグ・フォー」と呼ばれ、政治マシーンの仕組みの中で共和党の市役人に対する候補指名や指名そのものを支配していたが、1890年に新しい政治ボスが現れて彼らに代わった。ディストンはその富があるので、かれら大物や政治的著名人と付き合いができ、政治家に忠告を求められることが多かったが、自分で出馬することは辞退していた。公に後に大統領となるベンジャミン・ハリソン、アメリカ合衆国下院議員のウィリアム・D・"ピッグアイアン"・ケリー、政治ボスのマシュー・クエイを支持していた。
1883年、仲間の共和党員であるチェスター・A・アーサー大統領を、キシミー市の大々的宣伝活動の一部として釣り旅行に誘った。ディストンは広さ2万エーカー (81 km²) のサトウキビ・プランテーションを設立し、そこからセントクラウド市が出現していた。キシミー市のオキーチョビー湖近くにそのプランテーションのための精製所が作られた。
ディストンのフロリダ開発計画でキーとなったのは、オキーチョビー湖に流れ入るキシミー川の氾濫原から排水するための大量の浚渫工事であり、それで季節に関わらずエバーグレーズとその周辺の地表水を排除することだった。その運河はオキーチョビー湖の溢流をセントルーシー川に導き、東の大西洋に逃がすように計画された。カルーサハッチー川の溢流は西のメキシコ湾に向けられ、最後は運河が南のエバーグレーズを通って掘られた。ディストンはオキーチョビー湖のとセントルーシー川を繋ぐ大型運河を建設開始するよう忠告されたが、法外な費用が見込まれたので、キシミー川を直線にする小さな浚渫作業から始め、オキーチョビー湖とカルーサハッチー川を繋ぐことになった。1881年から1882年の冬にオキーチョビー湖周辺で浚渫が始まった。1883年6月、ディストンが計画したようにキシミー・バレーが排水された報告があり、その1年後には300万エーカー (12,000 km²) 近い干拓地の浚渫がディストンによると報告された。

## ディストン・シティ
ディストンの計画には、浚渫に加えて、タンパベイ地域に新興のタンパ市と競えるような都市の創設も含まれていた。1884年までに、彼が創った土地会社4社の1つであるレイク・バトラー・ビラ会社を設立していた。ディストンはターポンスプリングスの町を設立し、その町の多くは商業用桟橋やホテル2軒など、アトランティックシティの自社製材所から取り寄せた材木を使い、レイク・バトラー・ビラ会社が建設した。ターポンスプリングスは期待していたような大都市にはならないと判断すると、その動きを南に移してディストン・シティと呼ぶ町を設立した。蒸気船に大きな投資を行い、桟橋、学校、地域では初のホテルを建設した。1885年、メリーランド州の医者がその地域は世界でも最も健康に良いと宣言すると、F・A・デイビスなど多くの投資家や開発業者を惹きつけた。デイビスはディストンの弟のジェイコブと組んで、ピネラス半島を開発し、そこにピネラス郡が創られた。
1880年代半ば、ロシア出身の開発業者ピーター・ディーメンスがフロリダ州中央部を通るオレンジベルト鉄道を建設しており、計画の西端はタンパベイ地域にあった。1886年12月1日、ディストンはディーメンスに約6万エーカー (240 km²) の土地を提供し、その鉄道をディストン・シティまで延伸してくれるよう依頼した。ディーメンスはさらに5万エーカー (200 km²) を追加してくれるよう要求したが、ディストンは、単に鉄道が地域の近くに来てくれるだけでディストン・シティが繁栄すると誤った判断をし、その要求を拒んだ。ディーメンスはその鉄道建設をセントピーターズバーグで止め、ロシアの故郷であるサンクトペテルブルクからその名前を付けた。ディストン・シティはディストンが予測したようにはならず、ガルフポートという小さな都市になったのに対し、セントピーターズバーグはディーメンスの鉄道のお蔭でフロリダ州でも最大級の都市になった。

## 失望
ディストンがフロリダ半島の排水に成功したものの、直ぐにそれは失望に変わった。1883年のその排水の結果に関する肯定的な報告書の後には、1887年の恐ろしい報告書が続いた。キシミー・バレー上流の排水はディストンの功績とされているが、オキーチョビー湖の北部を乾燥させることで旱魃にもなった。一方、オキーチョビー湖は通常季節によって湖面が上下するが、フロリダの気候に合わせて頻繁な洪水と旱魃に影響されており、ディストンの運河ができても浸水し、ディストンが実際に完成させた湖の運河は、カルーサハッチー川から周辺地域を氾濫させる結果になっただけだった。さらに、ディストンの計画していたオキーチョビー湖の東と南の運河は実現しなかった。
1887年、ディストンはまだ獲得していなかった土地の120万エーカー (4,900 km²) を受け取ったと判断した。しかし、ディストンは妥協に達し、それによって既に掘っていた運河の流れを改善することなど排水状況を改善するために20万ドルを費やすことと引き換えに、既に得ていた土地を保持できることになった。全体では80マイル (130 km) 以上の運河を掘っており、1881年1月の最初の排水契約によって160万エーカー (6,500 km²) の土地を受け取った。オキーチョビー湖の運河建設計画を完成させることはなかったが、またエバーグレーズはその排水を行うことを意図した構築物の影響を受けることが無いままとなったが、ディストンは大規模な土地の干拓を行い、フロリダ半島の排水事情を全体として改善した功績がある者とされている。
ディストンの運河が成功することもなかったにも拘わらず、フロリダ州内国改良基金に支払った金で、他の実業家がフロリダの開発で利益を得た。1880年代初期、鉄道界の大立者ヘンリー・モリソン・フラグラーは、ジャクソンビルから僅かに南のセントオーガスティンの町で休暇を過ごし、そこに魅せられ、豪勢なホテルを建設することに決めた。自分の鉄道は延伸し、ジャクソンビル・セントオーガスティン・アンド・インディアンリバー鉄道と改名し、デイトナビーチまで、さらにパームビーチまで伸ばした。その鉄道が建設されると、柑橘類栽培が続き、フラグラーは東海岸を下ってホテルを建設して行った。フラグラーはフランスの保養地であるフレンチ・リヴィエラをフロリダに作ることを描いていた。もう一人の鉄道界の大立者、ヘンリー・ブラドリー・プラントは、フラグラーとの間に友好的な競合関係を発展させた。フラグラーが東海岸にそって鉄道を伸ばし、ホテルを建設して行ったのに対し、プラントは鉄道をサンフォードからタンパに伸ばし、州を横切って東西の海岸を繋いだ。この線の終端には洗練されたタンパベイ・ホテルを建設し、1891年にオープンさせた。

## 死
ディストン自身はディストン・シティに住み続けていたが、他にも不幸が重なりフィラデルフィアに戻ることを強いられた。金融界の1893年恐慌、1894年のウィルソン・ゴーマン関税法、さらにフロリダ州で2回起きた凍結によって財政的困難さを生じ、ディストンはフロリダの資産を200万ドルで抵当に入れた。
1896年4月30日、ディストンはフィラデルフィア市長と会食し、フィラデルフィアで妻と観劇に行った。翌朝、ディストンは死んでいるのが見つかった。51歳だった。ディストンは浴室で自ら頭を銃で撃って自殺したという主張も幾つかあったが、ほとんど全ての死亡記事、あるいは検視官の公式報告書は、かれがベッドの上で心臓病のために死亡したとしていた。「ニューヨーク・タイムズ」は、ディストンがその死の数か月前に腸チフス肺炎を患っていたと報告していた。
フィラデルフィアでは、ディストンが3,000人以上を雇用し、その従業員を非常に厚く待遇した稀な実業家だったので、痛切な喪に服した。「シカゴ・トリビューン」は彼が、「そのアイディアで特筆される。彼の手は常にポケットにあり、彼の影響力は常に彼が気にいった成功の少ない仲間に向けられた」と記した。1889年には従業員へのクリスマス・プレゼントに17,000ドルを遣ったとされている。その慈善行為は他の分野にも向けられた。1882年、約40ないし50人のロシア系ユダヤ人移民の後ろ盾となり、彼らのために家屋を購入し、ペンシルベニア州で定着できるようにした。
ディストンはその死の時に、資産総額が10万ドルと見積もられたが、100万ドルの生命保険契約もあり、それは国内でも2番目に大きな額だった。ディストンの家族はフロリダに何の興味も無く、債権者はその死の4年後にフロリダの抵当物件を抵当流れ処分とした。ヘンリー・フラグラーの鉄道は、ディストンが死んだ年に人口500人ほどの小さな町マイアミに達した。

## 私生活
ディストンは結婚し、1人の息子と2人の娘をもうけ、3人ともディストンより長生きした。長老派教会員であり、フリーメイソンだった。面白さを好むソーシャライト（社交界人）であり、自分のヨットには「いたずら者」と名付けていた。仕事熱心な実業家であり、その穏やかな顔貌はその目についてある記者が「タンパベイ・ホテルの檻に入っている大きな鷲の目の様だ。涙も出さず、瞬きもせずに太陽を真っ直ぐ見つめられる」と記したもので平衡が取られていた。

## ディストンにちなむ地名
ペンシルベニア州とフロリダ州で下記のように幾つかの場所がディストンにちなんで命名された。
- フィラデルフィアのハミルトン・ディストン学校[51]
- フロリダ州ガルフポートのハミルトン・ディストン学校[52]
- フロリダ州フラグラー郡のディストン湖、北緯29度17分 西経81度23分 / 北緯29.283度 西経81.383度.
- フロリダ州セントピーターズバーグのディストン湖、北緯27度46分30秒 西経82度43分4秒 / 北緯27.77500度 西経82.71778度.
- フロリダ州ターポンスプリングスのディストン・アベニュー、北緯28度8分8秒 西経82度44分54秒 / 北緯28.13556度 西経82.74833度.
- フロリダ州クラーモントのディストン・アベニュー、北緯28度34分28秒 西経81度45分0秒 / 北緯28.57444度 西経81.75000度.
- フロリダ州タバレスのディストン・アベニュー、北緯28度48分27秒 西経81度43分29秒 / 北緯28.80750度 西経81.72472度.
- ペンシルベニア州フィラデルフィアのディストン通り
- フロリダ州セントクラウドのディストン・ドライブ、北緯28度16分22秒 西経81度14分25秒 / 北緯28.27278度 西経81.24028度.
- フロリダ州タラハシーのディストン通り[53]